# Гаттео
Гаттео, Ґаттео (італ. Gatteo) — муніципалітет в Італії, у регіоні Емілія-Романья,  провінція Форлі-Чезена.
Гаттео розташоване на відстані близько 250 км на північ від Рима, 95 км на південний схід від Болоньї, 31 км на південний схід від Форлі.

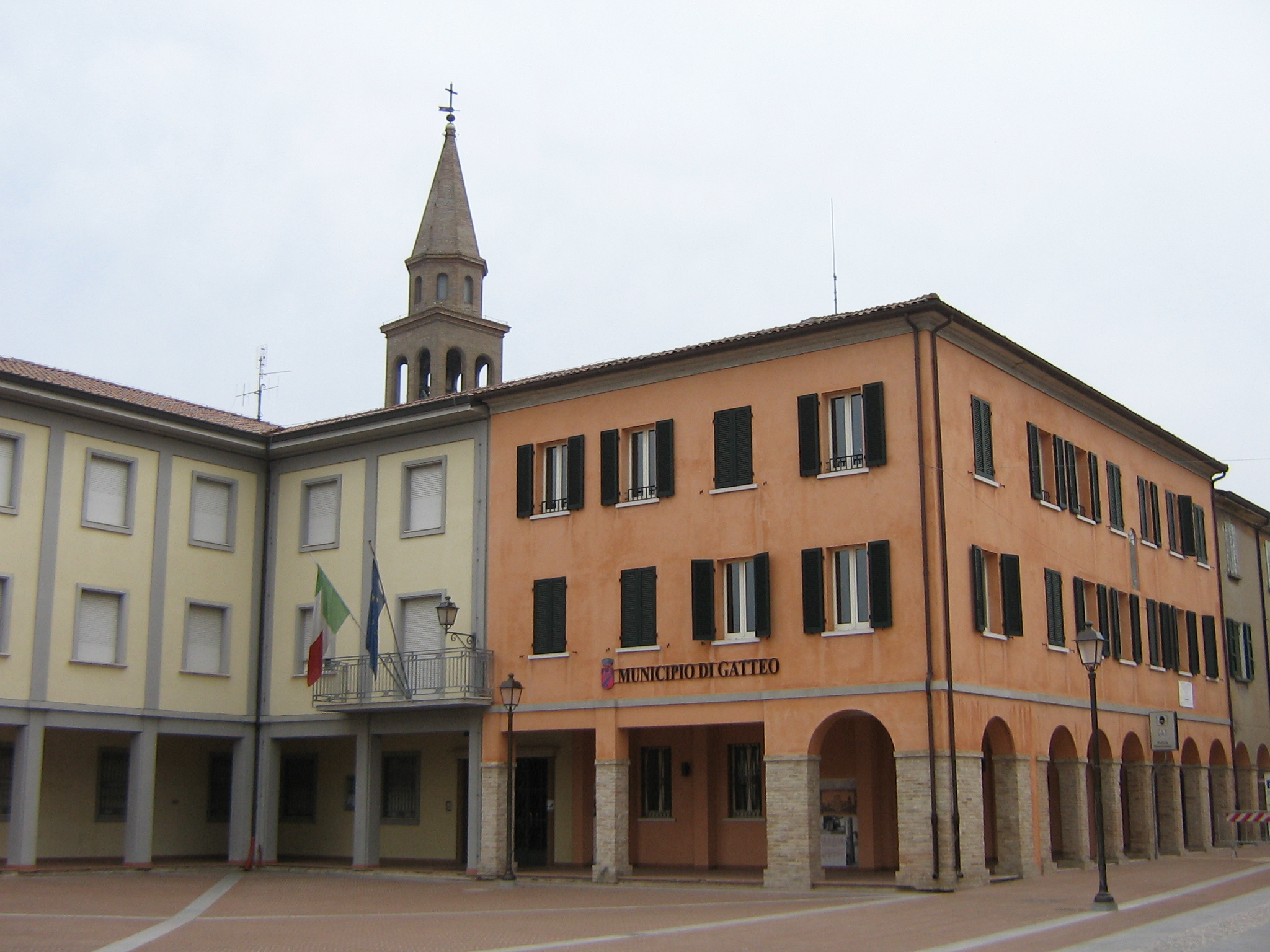

Населення — 9118 осіб (2014). Щорічно 10 серпня святкується день покровителя святого мученика Лаврентія.

## Демографія
Населення за роками:

Станом на 1 січня 2023 року в муніципалітеті офіційно проживало 959 іноземців з 48 країн, серед них 192 громадяни країн Євросоюзу та 40 громадян України.

## Сусідні муніципалітети
- Чезенатіко
- Гамбеттола
- Лонджано
- Савіньяно-суль-Рубіконе